# Nemšová
Nemšová – miasto w północno-zachodniej Słowacji, w kraju trenczyńskim, w powiecie Trenczyn.
Jest położone 10 km na północ od Trenczyna, 3 km na zachód od Dubnicy nad Váhom. Nemšová pierwszy raz w źródłach pisanych pojawiła się w 1242, status miasta zyskała w 1989.